# فريدي غيلبرت
فريدي غيلبرت (بالإنجليزية: Freddie Gilbert)‏ هو لاعب كرة قدم أمريكية أمريكي، ولد في 8 أبريل 1962 في غريفين في الولايات المتحدة.

## وصلات خارجية
- فريدي غيلبرت على موقع مرجع كرة القدم المحترفة.كوم (الإنجليزية)